# Гречулевич, Василий Яковлевич
Василий Яковлевич Гречулевич (укр. Гречулевич Василь Якович; 1791—1875) — протоиерей Каменец-Подольской епархии Русской православной церкви и духовный писатель

; общественный деятель Подолья.

## Биография
Василий Гречулевич родился в 1791 году в селе Гнатовцы (ныне в Хмельницком районе Хмельницкой области Украины) в семье сельского священника, где никогда не чурались украинского языка, любили народные песни, чтили национальные обычаи и соответственно так и воспитали своего сына. 

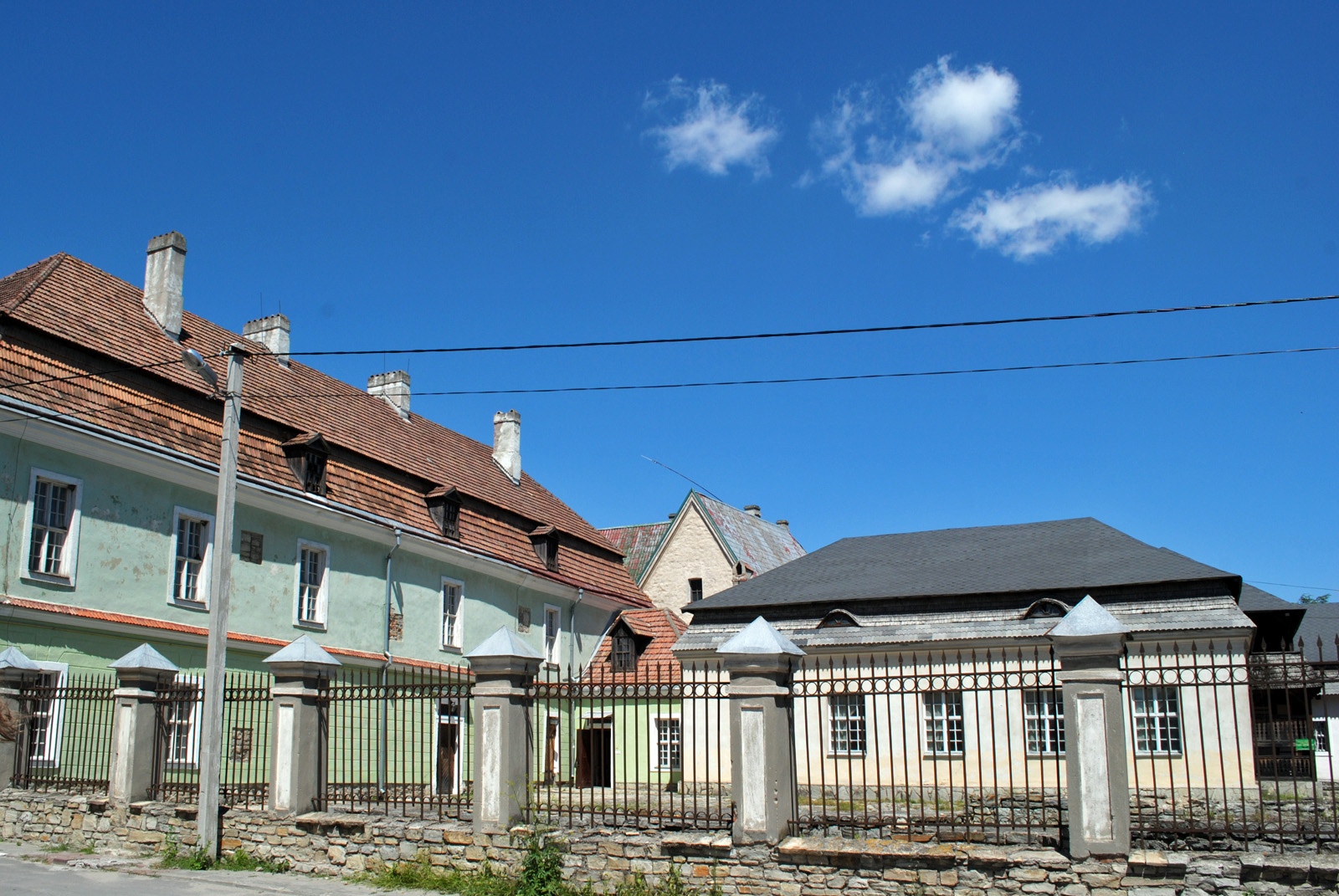
Подольская семинария

Окончил Шаргородское духовное училище. В 1810 году стал студентом Каменец-Подольской духовной семинарии, которую успешно окончил в 1815 году. Некоторое время работал преподавателем в родном Шаргородском училище.
В 1820 году В. Я. Гречулевич был рукоположён в сан священника и до конца своей жизни занимал должность настоятеля Чудо-Михайловского прихода в селе Аннополе.
В 1822 году у него родился сын Василий, впоследствии епископ Могилёвской и Мстиславской епархии Русской православной церкви Виталий (ум. 1885).
В отличие от подавляющего большинства священников того времени вёл активную общественную, творческую и просветительскую деятельность. Учил украинской и русской грамоте местных крестьян и их детей, постоянно защищал права крестьян от произвола помещиков, выступая в судах и составляя жалобы в высшие инстанции. Авторитет Гречулевича среди населения округа настолько вырос, что помещики и власть не решались открыто употреблять к нему репрессивных мер. На рубеже 50-60-х годов XIX века Гречулевича участвовал в комиссиях по освобождению крепостных и в проведении аграрной реформы. В то же время неординарность деятельности В. Гречулевича заключалась в том, что он практически единственный в Подольской губернии, вопреки распоряжению царского правительства и епархиального начальства в течение всего периода приходской службы проповеди вёл исключительно на украинском языке.
Несколько сборников проповедей Василия Яковлевича Гречулевича (изданы в 1849 и 1857 гг.) пользовались в своё время в Малороссии большою популярностью как одно из немногих печатных произведений духовной литературы на малороссийском наречии. 
Малорусские писатели и славянофилы встретили проповеди Гречулевича с похвалой. 
Кроме того, Гречулевич издал на малорусском языке «Катехизические беседы на символ веры и молитву Господню» (1858); «Беседы о семи таинствах» (1859) и две беседы «О должностях родителей и детей».
Василий Яковлевич Гречулевич скончался в 1875 году в селе Аннополь (ныне находится в Тульчинском районе Винницкой области Украины).